# Parc National Lesse et Lomme
Parc National Lesse et Lomme is een natuurreservaat in de Belgische provincie Namen. Het reservaat is vernoemd naar de rivieren Lesse en Lhomme die door het gebied stromen.
Het gebied, een kalkmassief, werd in 1953 tot nationaal park uitgeroepen maar voldoet niet aan de huidige criteria van de IUCN en heeft die status later nooit officieel gekregen. Toch wordt het lokaal nog wel als parc national of nationaal park aangeduid. Het park is een beschermd gebied volgens de Europese richtlijn 79/409 (Vogelrichtlijngebied). Het heeft een oppervlakte van bijna 1264 ha. De plaats Han-sur-Lesse met de Grotten van Han ligt in het gebied.
Het natuurgebied ligt op het grondgebied van de gemeenten Rochefort en Tellin.

## Natura 2000-gebied
Een gebied van 2571 ha onder de naam Bassin de la Lesse entre Villers-sur-Lesse et Chanly is gekwalificeerd als Natura 2000-gebied.